# ماري كلود نجم
ماري كلود نجم (6 أبريل 1971 في بيروت، لبنان -) محاميّة لبنانية، شغلت منصب وزير العدل في حكومة حسان دياب في 21 يناير 2020 وفي 10 أغسطس 2020، استقالت الحكومة، وتولت تصريف الأعمال لحين تشكيل حكومة نجيب ميقاتي الثالثة في 10 سبتمبر 2021.

## سيرة شخصية
حصلت على إجازة في الحقوق ودبلوم دراسات عليا في القانون الخاص من كليّة الحقوق والعلوم السياسية في جامعة القديس يوسف في بيروت، وعلى شهادة دكتوراه في القانون الدولي الخاص من جامعة بانتيون أساس (باريس 2)، وهي بروفسور لدى كلية الحقوق والعلوم السياسية في جامعة القديس يوسف في بيروت، ورئيس قسم القانون الخاص، ومديرة مركز الدراسات الحقوقية للعالم العربي. كما عملت كأستاذة زائرة لعدت سنوات في جامعة بانتيون أساس (باريس 2) وفي جامعة بانتيون سربون (باريس 1).

## استقالتها من الحكومة
قدمت ماري استقالتها من الحكومة في 10 أغسطس 2020، وذلك على خلفية الانفجار الذي حصل في مرفأ بيروت في 4 أغسطس 2020.